# Palpelius
Palpelius is een geslacht van spinnen uit de familie springspinnen (Salticidae).

## Soorten
De volgende soorten zijn bij het geslacht ingedeeld:
- Palpelius albofasciatus Peckham & Peckham, 1907
- Palpelius arboreus Peckham & Peckham, 1907
- Palpelius beccarii (Thorell, 1881)
- Palpelius clarus Roewer, 1938
- Palpelius dearmatus (Thorell, 1881)
- Palpelius discedens Kulczyński, 1910
- Palpelius fuscoannulatus (Strand, 1911)
- Palpelius kuekenthali (Pocock, 1897)
- Palpelius namosi Berry, Beatty & Prószyński, 1996
- Palpelius nemoralis Peckham & Peckham, 1907
- Palpelius taveuniensis Patoleta, 2008
- Palpelius trigyrus Berry, Beatty & Prószyński, 1996
- Palpelius vanuaensis Patoleta, 2008
- Palpelius vitiensis Patoleta, 2008